# Rejon insarski
Rejon insarski (ros. Инсарский район, erzja Инесаро буе, moksza Инзаронь аймак) – jednostka administracyjna wchodząca w skład Republiki Mordowii w Rosji.
Centrum administracyjnym jest miasto Insar, a w granicach rejonu usytuowane są m.in. wsie: Koczetowka, Nowe Wierchissy, Russka Pajewka, Sijaliejewska Piatina.

## Osoby związane z rejonem
- Iwan Wasiljewicz Bołdin (ur. 1892, wieś Wysockaja) – radziecki generał pułkownik